# Em Estúdio e Em Cores
Em Estúdio e Em Cores é o primeiro álbum de estúdio da banda brasileira Sambô.

## Faixas
1. "Andança" - 2:52
2. "Pot-pourri: Eu Só Quero Um Xodó/Deixa Isso Pra Lá" - 2:49
3. "Passe em Casa" - 2:52
4. "A Cera" - 2:24
5. "Girl on Fire" - 3:26
6. "Tempo Perdido" (Participação especial: Fernando Anitelli) - 3:26
7. "Na Rua, na Chuva, na Fazenda (Casinha de Sapê)" - 2:54
8. "Eu Amo Você" - 3:20
9. "Don't Let Me Down" - 2:37
10. "Tão Bem" - 2:24
11. "Pensamento"(Participação especial: Di Fererro) - 2:13
12. "Come Together" - 2:40
13. "Pot-pourri: Me Deixa Em Paz/Me Deixa Em Paz" - 2:30
14. "Pot-pourri: Vou Deitar e Rolar (qua qua ra qua qua)/Sorriso Aberto" (Participação especial: Trio Preto) - 4:42
15. "Pot-pourri: Roda de Samba/O Pequeno Burguês/Casa de Bamba/Pra Que Dinheiro" (Participação especial: Trio Preto) - 4:46
16. "Tragédia No Fundo do Mar" - 2:17

## Desempenho nas tabelas musicais
| Parada musical (2014) | Melhor posição |
| --------------------- | -------------- |
| Brasil (ABPD)         | 3              |